# Dufourea bucharica
Dufourea bucharica är en biart som beskrevs av Ebmer 2008. Dufourea bucharica ingår i släktet solbin, och familjen vägbin. Inga underarter finns listade i Catalogue of Life.